# Lee Goldberg
Pour les articles homonymes, voir Goldberg.

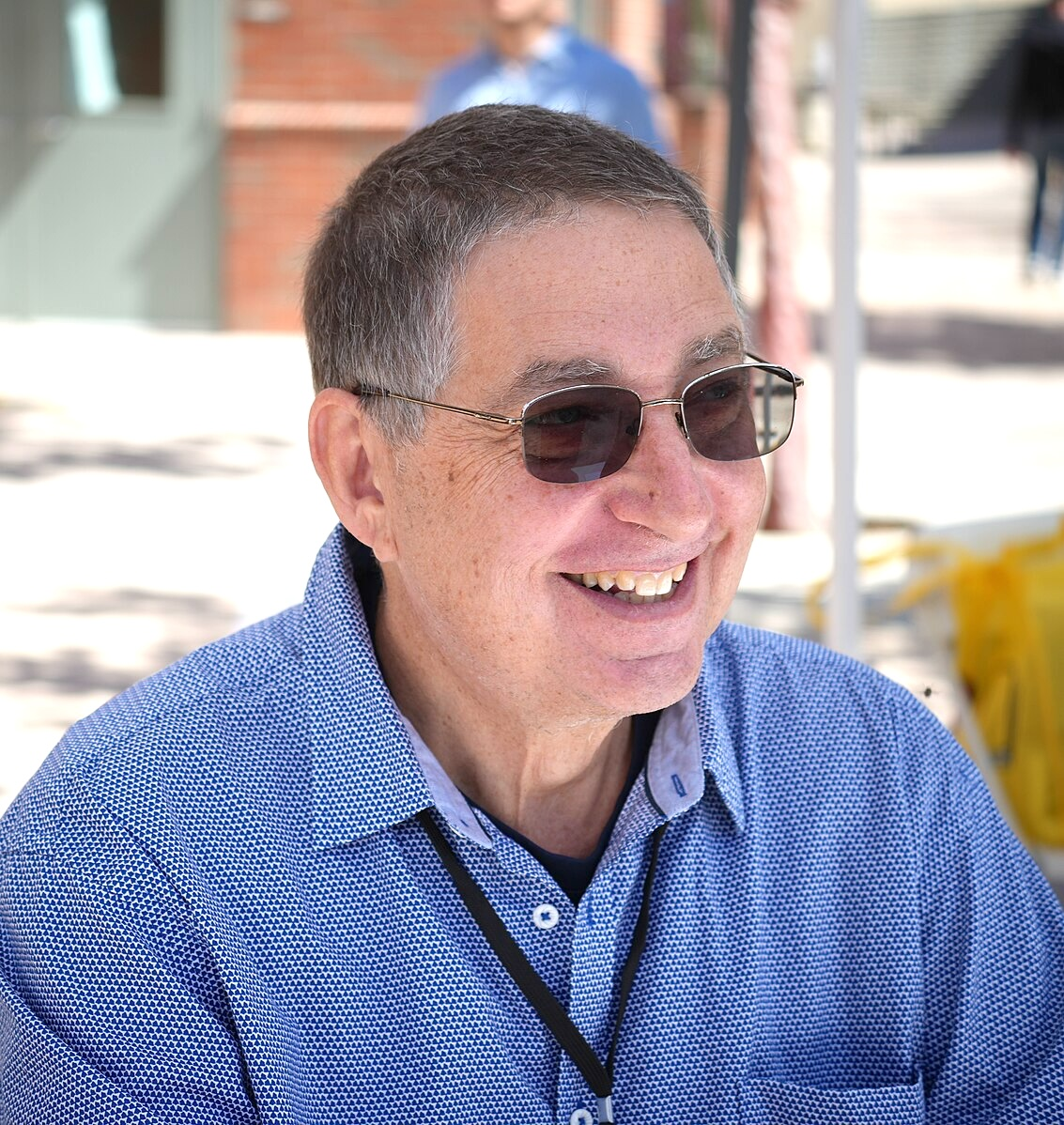
Lee Goldberg (2025)

Lee Goldberg, né le 20 février 1962, est un écrivain, scénariste, producteur de télévision et éditeur américain.

## Biographie
Lee Goldberg a étudié à l'université Université de Californie à Los Angeles, où son professeur Lewis Purdue lui offre l'occasion de commencer sa carrière d'auteur. Contacté par un éditeur pour créer une série de romans d'aventure, Purdue propose de la confier à Goldberg, promettant de reprendre la tache si Goldberg venait à échouer. Lee Goldberg ne fait pas défaut, lançant la série .357 Vigilante, qu'il publie sous le pseudonyme de Ian Ludlow,. La société de production New World Pictures achète les droits de la série pour une adaptation au cinéma, dont Goldberg écrit le script. Le projet n'aboutit pas, mais il lance la carrière de scénariste pour la télévision et le cinéma de l'écrivain.
Lee Goldberg écrit ainsi pour des séries telles que Alerte à Malibu, Diagnostic : Meurtre, Monk. Il complète son activité de scénariste pour Monk en écrivant des romans basés sur la série.
À partir de 2013, il co-écrit avec Janet Evanovich la série Fox et O'Hare à propos des aventures d'une femme agent du FBI et d'un escroc haut en couleur.
En 2014, Lee Goldberg crée avec un autre auteur à succès de polars, Joel Goldman, une maison d'édition spécialisée dans la littérature policière, Brash Books.

## Vie personnelle
Son frère, Tod Goldberg, est également écrivain.

## Œuvre

### Romans

#### SérieCharlie Willis
- My Gun Has Bullets (1995)
- Beyond the Beyond (1997)

#### SérieMark Sloan
- The Silent Partner (2003)
- The Death Merchant (2004)
- The Shooting Script (2004)
- The Waking Nightmare (2005)
- The Past Tense (2005)
- The Dead Letter (2006)
- The Double Life (2006)
- The Last Word (2007)

#### SérieAdrian Monk
- Mr. Monk Goes to the Fire House (2006)
- Mr. Monk Goes to Hawaii (2006)
- Mr. Monk and the Blue Flu (2007)
- Mr. Monk and the Two Assistants (2007)
- Mr. Monk in Outer Space (2007)
- Mr. Monk Goes to Germany (2008)
- Mr. Monk Is Miserable (2008)
- Mr. Monk and the Dirty Cop (2009)
- Mr. Monk in Trouble (2009)
- Mr. Monk Is Cleaned Out (2010)
- Mr. Monk on the Road (2011)
- Mr. Monk on the Couch (2011)
- Mr. Monk on Patrol (2012)
- Mr. Monk Is a Mess (2012)
- Mr. Monk Gets Even (2012)

#### SérieIan Ludlow
- True Fiction (2018)
- Killer Thriller (2019)
- Fake Truth (2020)

#### SérieEve Ronin
- Lost Hills (2020)
  - Les Anges rouges, City thriller, (2020)  (ISBN 978-2-8246-1612-4), réédition City poche (2021)  (ISBN 978-2-8246-1863-0)
- Bone Canyon (2021)
- Gated Prey (2021)
- Movieland (2022)
- Dream Town (2023)

#### SérieWalter Sharpe et Andrew Walker
- Malibu Burning (2023)
- Ashes Never Lie (2024)
- Hidden in Smoke (2025)

#### Autres romans
- The Walk (2004)
- The Man with the Iron-On Badge (2005)
- King City (2012)
- McGrave (2012)
- Fast Track (2013)

### Recueil de nouvelles
- Three Ways To Die (2010)

### Romans signés Ian Ludlow
Écrit en collaboration avec Lewis Perdue

#### SérieBrett Macklin
- .357: Vigilante (1985)
- Make Them Pay (1985)
- White Wash (1985)
- Killstorm (2009)

## Prix et nomination

### Prix
- Malice Domestic Poirot Award[7]

### Nomination
- Prix Shamus 2006 du meilleur roman pour The Man with the Iron-On Badge[8]